# Стронгсвил (Охајо)
Стронгсвил (енгл. Strongsville) град је у америчкој савезној држави Охајо.

## Демографија
По попису из 2010. године број становника је 44.750, што је 892 (2,0%) становника више него 2000. године.
| Група             | 2000.          | 2010.          |
| Белци             | 40.929 (93,3%) | 40.559 (90,6%) |
| Афроамериканци    | 551 (1,3%)     | 845 (1,9%)     |
| Азијати           | 1.406 (3,2%)   | 1.833 (4,1%)   |
| Хиспаноамериканци | 557 (1,3%)     | 912 (2,0%)     |
| Укупно            | 43.858         | 44.750         |